# Stisseria pallida
Stisseria pallida là một loài thực vật có hoa trong họ La bố ma. Loài này được (Wendland) Kuntze miêu tả khoa học đầu tiên năm 1891.